# Делфстрагейзен
Делфстрагейзен (нід. Delfstrahuizen) — село в нідерландській провінції Фрисландія. Входить до муніципалітету Фріске-Маррен.
Його площа становить 14,61 км², а населення станом на 2021 рік складало 455 осіб.
Перша згадка про населений пункт датується 1408 роком.

## Галерея

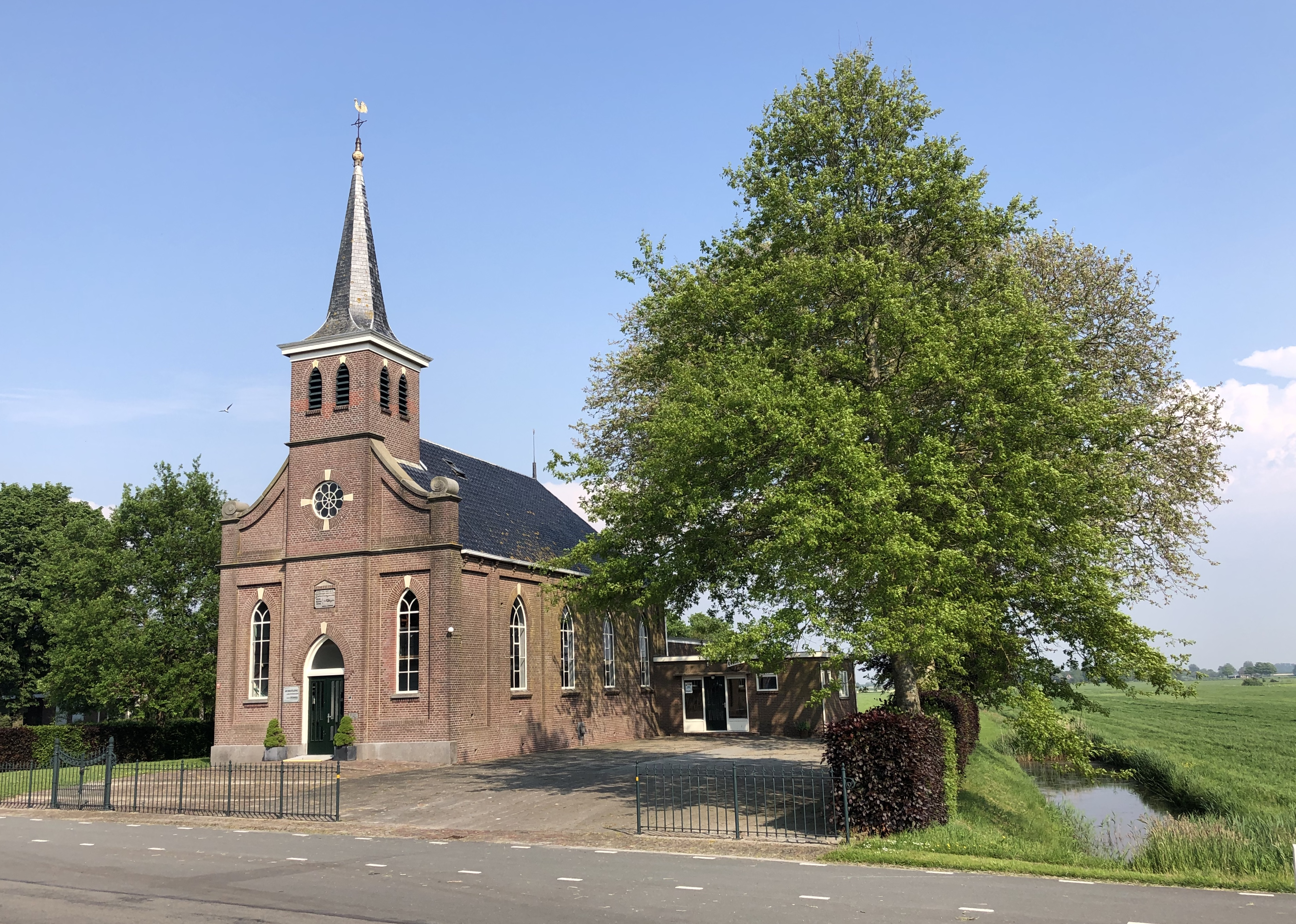
Церква св. Якоба
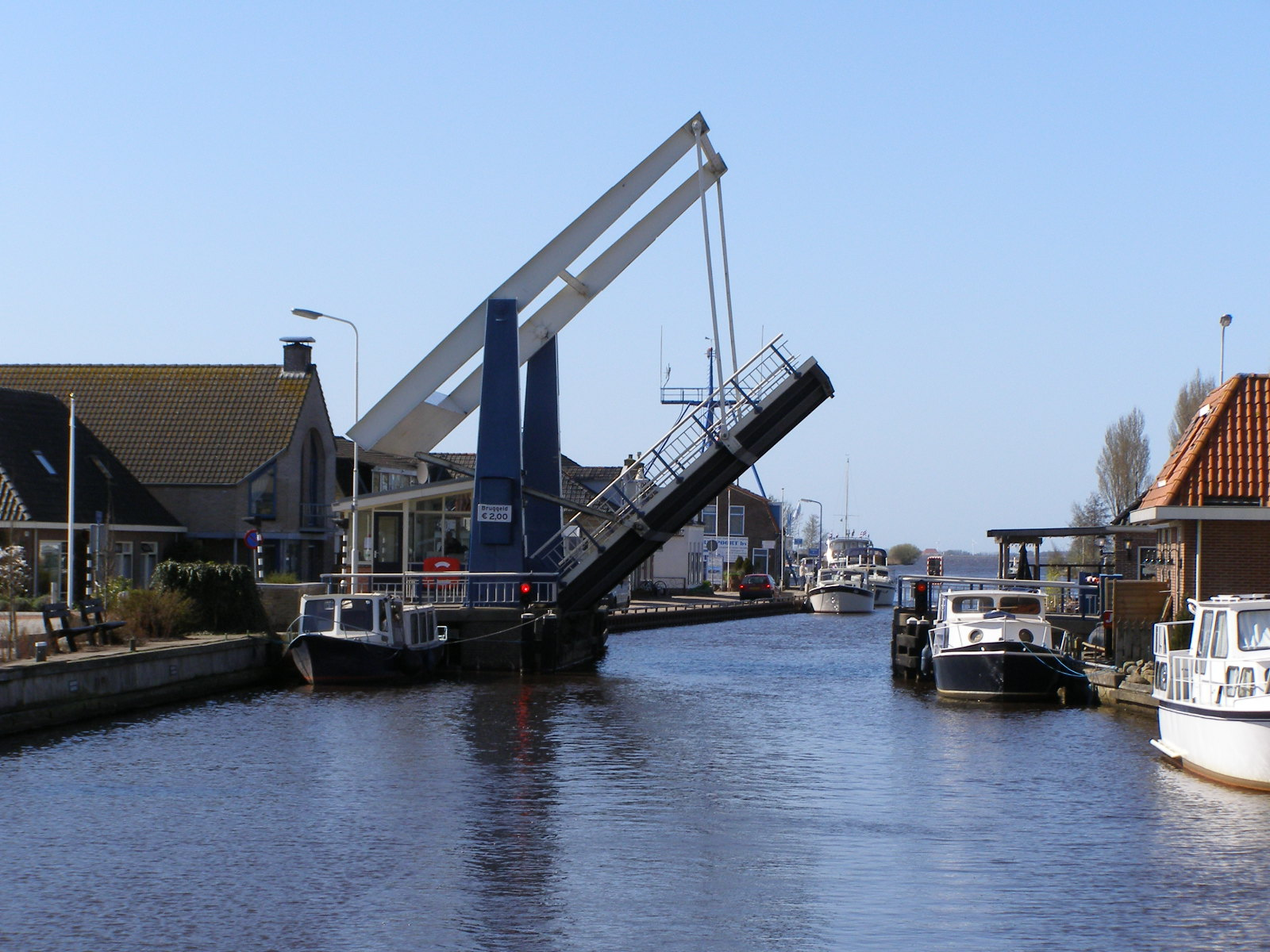
Міст у селі
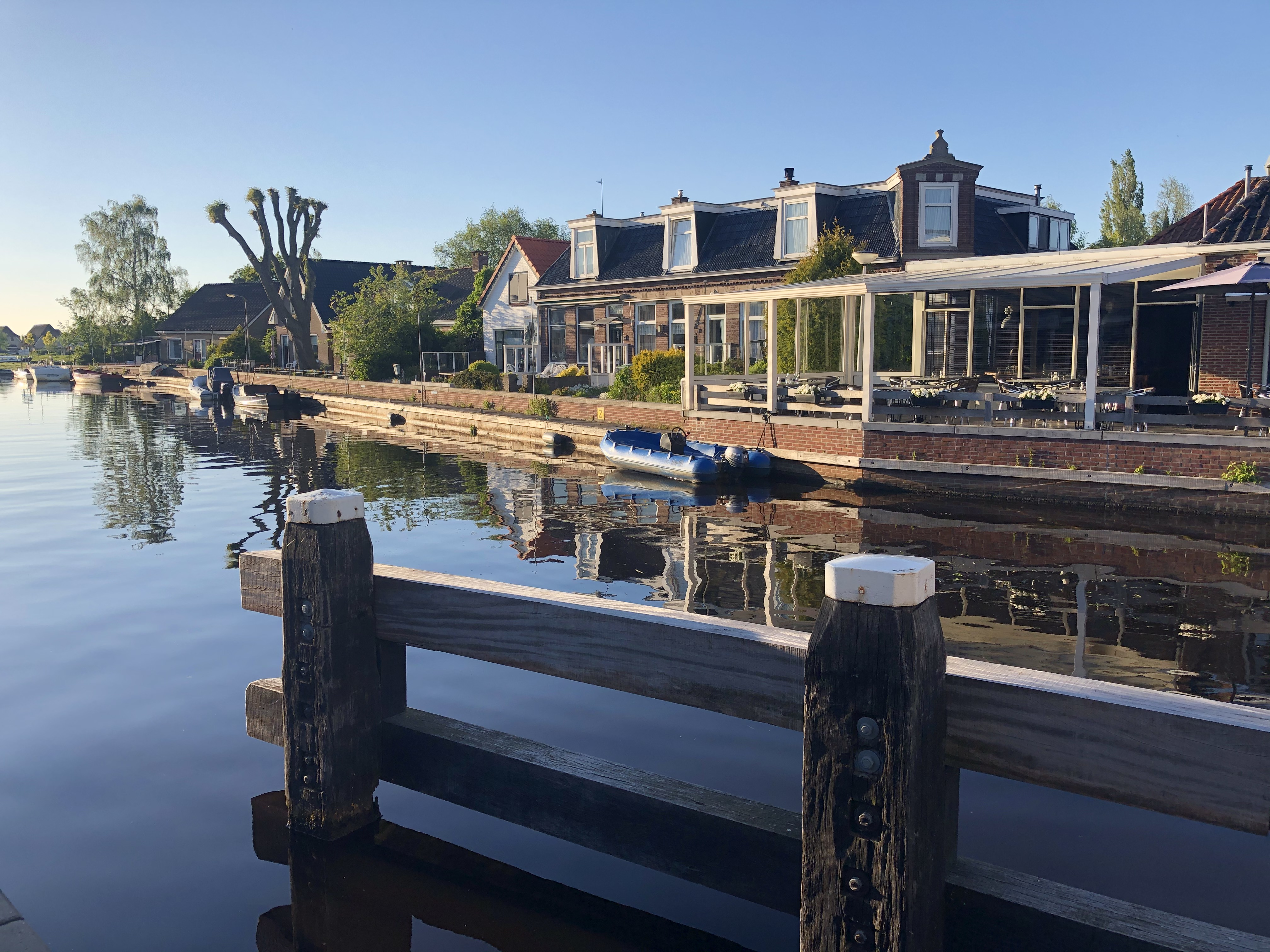
Вид на канал
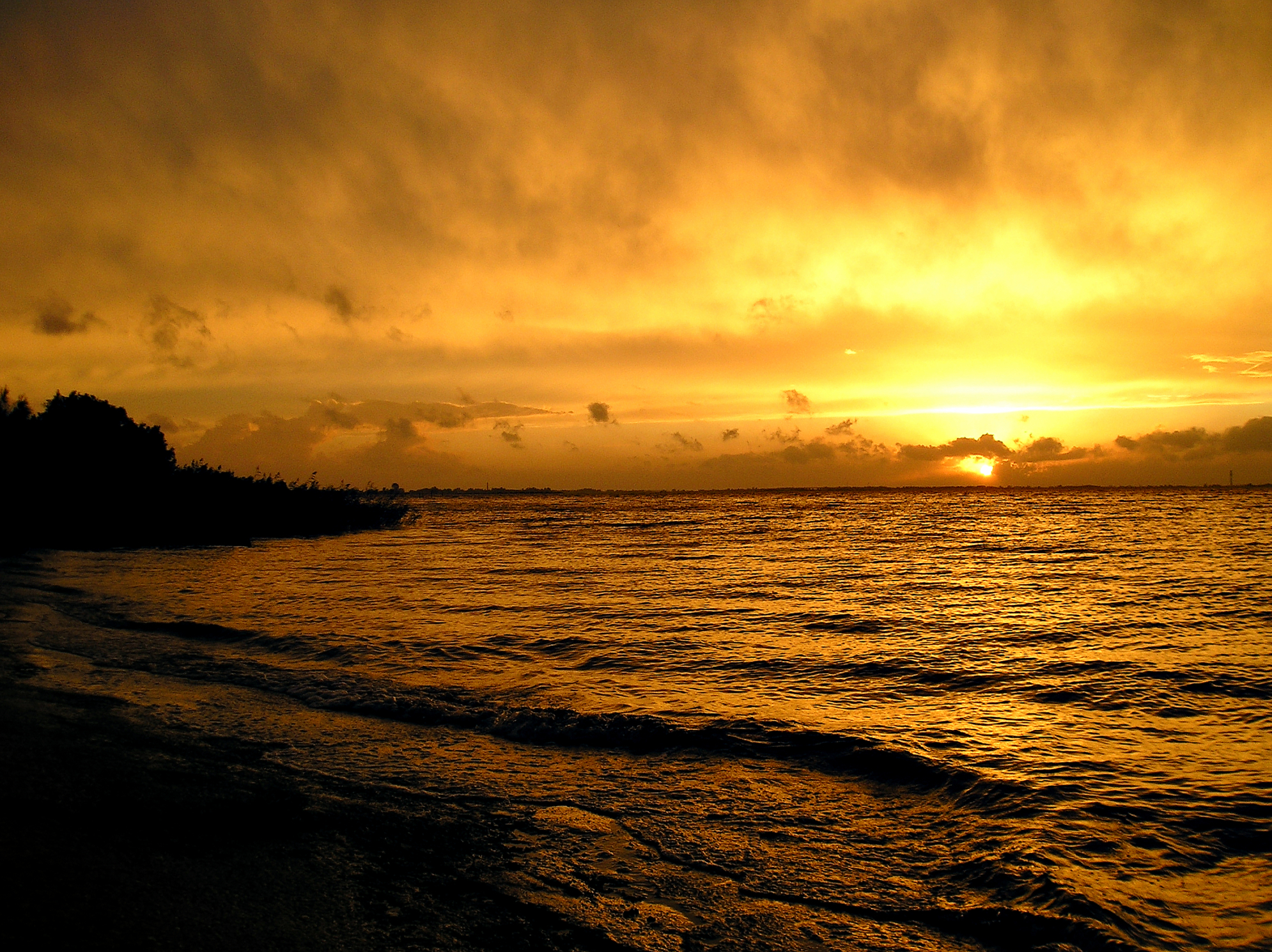
Захід сонця над озером